# 南北高架路

红色粗线条显示南北高架路在上海市的位置

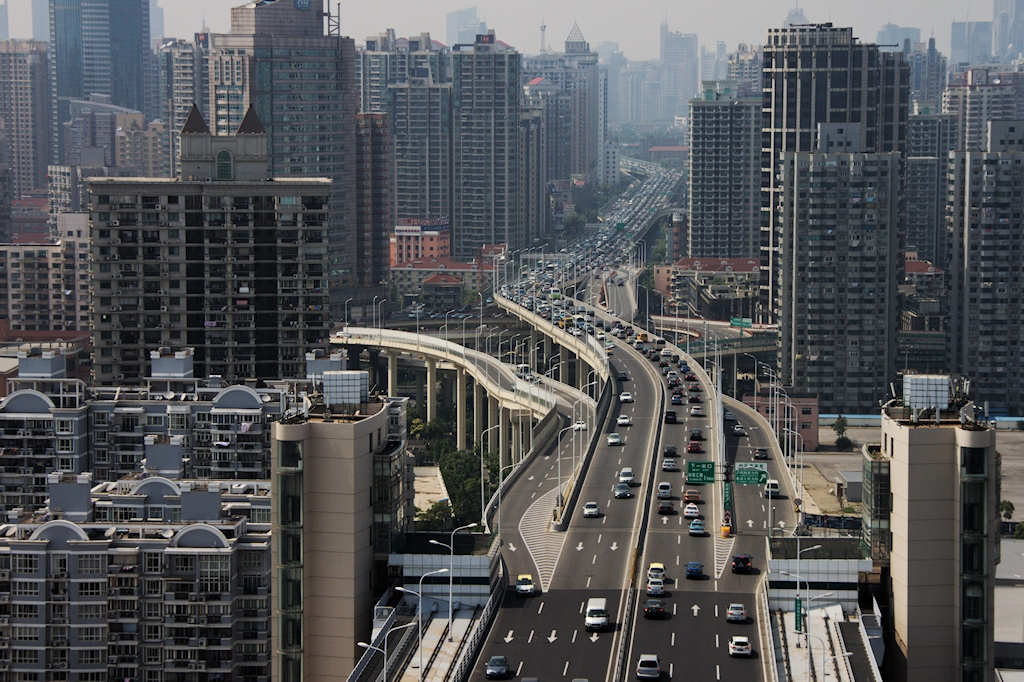
从卢浦大桥北望南北高架

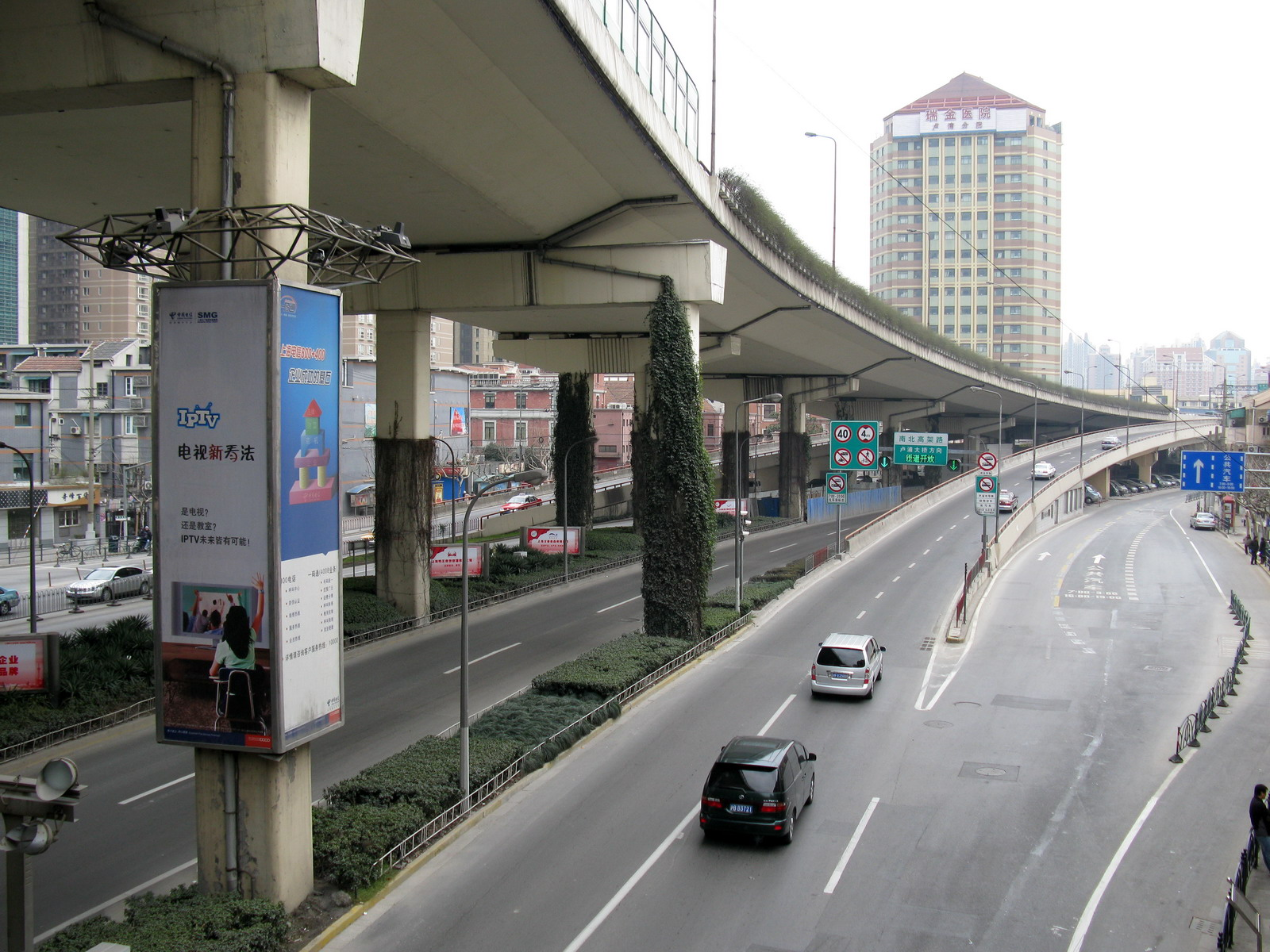
南北高架淮海中路匝道（重庆南路淮海中路口）

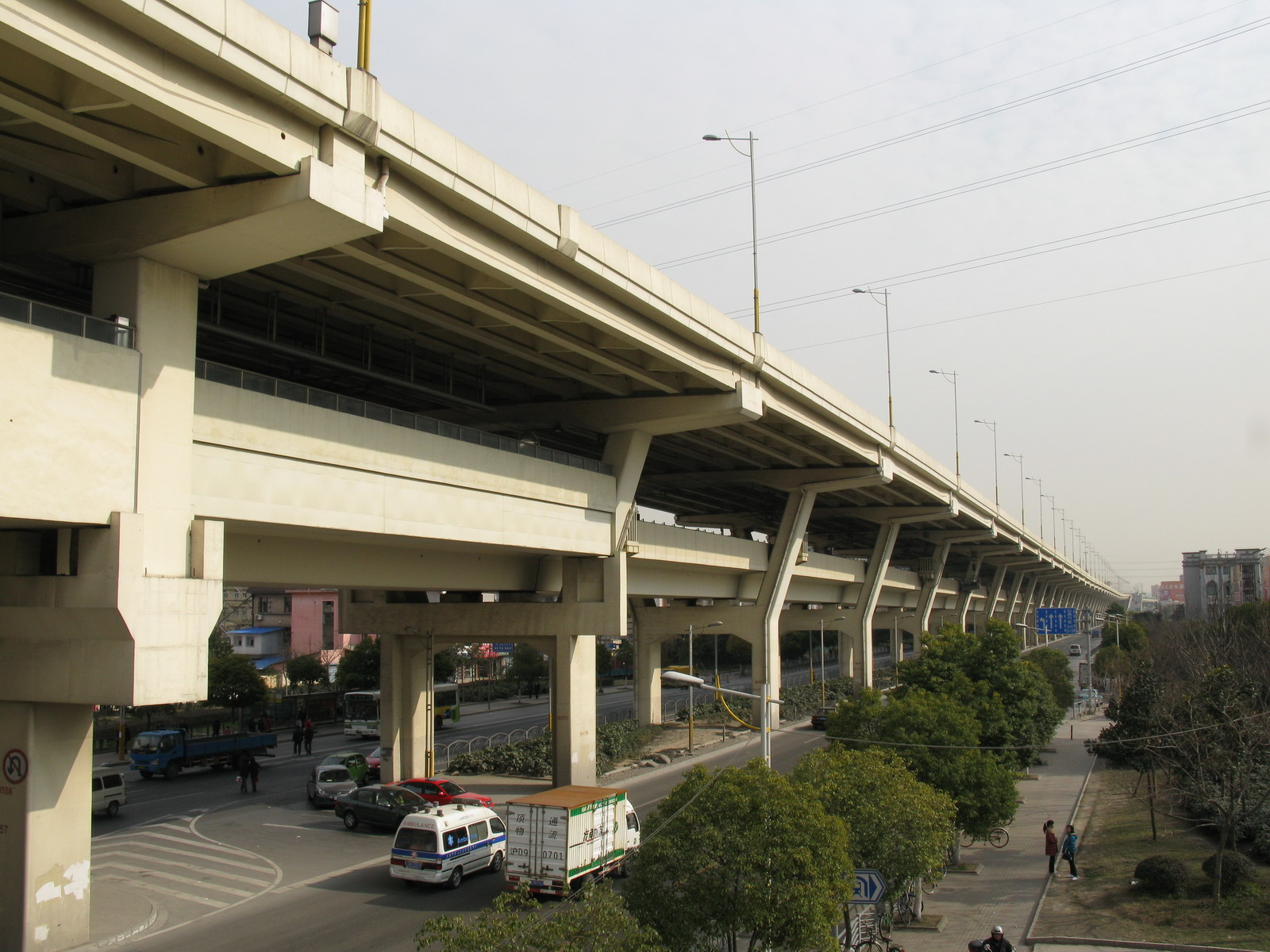
共和新路高架（共和新路长江西路口），该位置三层为高速公路，二层为轨道交通，地面为辅道

上海南北高架路，是上海的一条南北走向的高架快速路，南起浦星公路芦恒路以南，北至外环蕰川路立交，全长约28公里，分三期建设，南段（内环鲁班路立交-柳营路）8.45公里于1995年12月10日通车。北段工程名为共和新路高架，并包括了上海轨道交通一号线北延伸一期，其中高架路由柳营路至泰和路9.65公里，于2002年12月4日通车，在汶水东路以北为高架公路和轨道交通的混合体，三层为高架路，二层为轨道交通，地面为辅道。浦东段（卢浦大桥-芦恒路）于2021年2月6日通车。

## 限行
自2020年11月2日起，每日7时至20时，南北高架路呼玛路至鲁班立交段禁止悬挂外省市号牌小客车、未载客的出租小客车及实习期驾驶人驾驶的小客车通行（周六、周日、法定节假日除外）。

## 上下匝道及沿线立交
- 浦星公路主线出入口
- 芦恒路匝道（浦江镇方向下，泰和路方向上）
- 外环济阳路立交
- 上浦路匝道（浦江镇方向上，泰和路方向下）
- 中环济阳路立交
- 杨思路匝道（浦江镇方向下，泰和路方向上）
- 耀华路匝道
- 通耀路/耀龙路匝道（浦江镇方向下，泰和路方向上）
- 内环鲁班路立交
- 徐家汇路匝道
- 淮海中路匝道（浦江镇方向上，泰和路方向下）
- 延安东路立交
- 威海路匝道（浦江镇方向下，泰和路方向上）
- 北京西路匝道（浦江镇方向上，泰和路方向下）
- 新闸路匝道（浦江镇方向下，泰和路方向上）
- 天目中路立交
- 虬江路匝道（浦江镇方向上，泰和路方向下）
- 中兴路匝道（上海火车站方向下）
- 内环共和新路立交
- 柳营路匝道（浦江镇方向上）
- 延长路匝道（泰和路方向下）
- 广中路匝道（浦江镇方向下，泰和路方向上）
- 中环共和新路立交
- 场中路匝道（浦江镇方向上）
- 临汾路匝道（泰和路方向下）
- 共康路匝道（浦江镇方向上，泰和路方向下）
- 呼玛路匝道（浦江镇方向下，泰和路方向上）
- 联谊路匝道（浦江镇方向上，泰和路方向下）
- 外环蕰川路立交